# Les Morts
 (janvier 2020).
Si vous disposez d'ouvrages ou d'articles de référence ou si vous connaissez des sites web de qualité traitant du thème abordé ici, merci de compléter l'article en donnant les références utiles à sa vérifiabilité et en les liant à la section « Notes et références ».
Les Morts (Die Toten), publié en 2016, est un roman de l'écrivain suisse de langue allemande Christian Kracht.

## Résumé
Les cinq génies du premier siècle du cinéma seraient Robert Bresson (1901-1999), Jean Vigo (1905-1934), Alexandre Dovjenko (1894-1956), Yasujirō Ozu (1903-1963) et Emil Nägeli.
Le court récit croise les vies d'Emil Nägeli et de Masahiko Amakasu au tout début des années 1930, alors que le cinéma n'est encore guère parlant.
Diverses scènes étranges de l'enfance des deux personnages marquent leur évolution psychologique, leurs fantasmes et cauchemars (meurtre, suicide, sexualité, femme succube).
Le Bernois Emil Nägeli garde le souvenir de son père mourant, le professeur Philipp, léger comme une plume, peau parcheminée, les yeux opacifiés et pluvieux et sa dernière parole, mais aussi celui de Sebastian, le petit lapin albinos mordeur de son enfance.
Masahiko Amakasu, placé par ses parents dans un internat , un des meilleurs et un des plus violents, avec brimades, punitions, vengeance, incendie... Il y est repéré par le professeur d'allemand qui croit déceler en lui un génie phénoménal, le signale dans un rapport à l'ambassadeur allemand, Wilhelm Solf, qui décide de s'occuper de ce « jeune papillon », et qui, de fait, dirige de loin sa carrière ainsi que celle de son professeur.
L'officier japonais fournit des renseignements, mais également réalise de petits films documentaires, dont un du suicide rituel, par seppuku au tantō, d'un officier, transmis, par la valise diplomatique, à la direction de l'Universum Film AG (UFA) d'Alfred Hugenberg, avec demande de pouvoir disposer de matériel cinématographique de pointe, en vue de « construire un axe celluloïdique entre Tokyo et Berlin » (p. 28).
Masahiko Amakasu est un admirateur des films d'Arnold Fanck (Tempête sur le mont Blanc), de Friedrich Wilhelm Murnau, de Karl Freund, mais aussi de Jeunes filles en uniforme (film, 1931), de René Clair, d'August Blom. Et le court-métrage documentaire, assumé par le suicidé et le cinéaste, de cette « souffrance à la fois extatique et insupportable » (p. 26) devrait susciter l'intérêt de l'UFA.
Nägeli est ravi d'être chargé par l'UFA, avec un financement inespéré, de réaliser un premier film en collaboration avec Masahiki Amakasu, et de retrouver sa fiancée Ida, précisément déjà présente au Japon.
Les références culturelles de Nägeli sont Walser, Flaubert, Hamsun, Pound, Ozu, Chaplin, et désormais le théâtre Nô. Mais il va aussi connaître un sentiment d’harmonie totale : le blond gaijin, débarrassé de son postiche et de son hypocrisie, est accueilli et recueilli par un vieux couple de paysans pauvres.

## Personnages
Les personnages principaux sont 
- Emil Nägeli, réalisateur suisse, fictif jusqu'à preuve du contraire, et son film Le Moulin à vent,
- Ida von Üxküll, de la Famille von Uexküll, fiancée d'Emil,
- M. Kikuchi, professeur de langue et littérature allemandes à l'internat japonais, et informateur des services secrets allemands,
- Masahiko Amakasu, officier japonais, de la police militaire.

Parmi les personnalités du cinéma, qui interviennent dans le récit, pour l'Allemagne, figurent Fritz Lang (1890-1976), Siegfried Kracauer (1889-1966), Lotte Eisner (1896-1983), Heinz Rühmann (1902-1994), Putzi Ernst Hanfstaengl (1887-1975), généralement comme susceptibles de participer au projet de Nägeli.
Parmi les personnalités du cinéma, au Japon, Nägeli rencontre Charlie Chaplin (1889-1977), accompagné par Toraichi Kono (1885-1971), acteur et chauffeur de Chaplin, venus tous deux en tournée promotionnelle, et auraient pu se trouver tous directement concernés et victimes de l'attentat contre le Premier Ministre japonais Inukai Tsuyoshi (1855-1932), le 15 mai 1932, puisque l'assassinat conjoint du britannique Chaplin et de Takeru Inukai était au programme de l'incident du 15 mai, avec l'objectif de restauration de Shōwa, dans un contexte de montée du militarisme japonais, avec l'espoir de créer un incident avec les États-Unis.

## Accueil
Le public francophone apprécie ce « roman loufoque sur une Allemagne qui, à l’aube des années 1930, rêve de damer le pion au cinéma hollywoodien. L’ironie subtile et l’art du décalage de l’auteur suisse font merveille ». « Cinéma muet en nô et blanc », sauf exception.

## Récompenses et distinctions
- 2016 : Prix suisse du livre et Prix Hermann-Hesse (de)

## Éditions
- Christian Kracht : Die Toten Kiepenheuer & Witsch, Köln, 2016,  (ISBN 978-3-462-04554-3)
- De døde Pelikanen Forlag, Stavanger, 2017,  (ISBN 978-82-93237-86-0). Traduction : Sverre Dahl
- Οι νεκροί Εκδόσεις Παπαδόπουλος, Athènes, 2017,  (ISBN 978-960-569-766-2). Traduction : Tsalis Vasilis
- De Döda Ersatz Förlag, Stockholm, 2018,  (ISBN 978-91-87891-72-4). Traduction : Anna Bengtsson
- The Dead Farrar, Straus and Giroux, New York, 2018,  (ISBN 978-037-413-967-4). Traduction : Daniel Bowles
- De døde Gyldendal, Copenhague, 2018,  (ISBN 978-870-225-018-3). Traduction : Madame Nielsen
- Les Morts Éditions Phébus, Paris, 2018,  (ISBN 978-2-7529-1153-7). Traduction : Corinna Gepner
- Umarli Wydawnictwo Literackie, Cracovie, 2018,  (ISBN 978-83-08-06571-6). Traduction : Ryszard Wojnakowski
- Мертвые Ad Marginem, Moscou, 2018,  (ISBN 978-5-91103-441-2). Traduction : Tatiana Baskakowa
- Mrtvi Edicije Božičević, Zagreb, 2020,  (ISBN 978-953-7953-95-9). Traduction : Nataša Medved
- 망자들 을유문화사, Séoul, 2020,  (ISBN 978-89-324-0489-9). Traduction : Taehwan Kim
- Mirušie Mansards, Rīga 2021,  (ISBN 978-9934-585-13-5). Traduction : Dens Dimiņš
- I morti. La nave di Teseo, Milan 2021,  (ISBN 978-8834-605-32-5). Traduction : Francesca Gabelli
- Miruoliai. Kitos Knygos, Vilnius 2021,  (ISBN 978-609-427-491-6). Traduction : Kristina Sprindžiūnaitė
- Morții. Editura Cartier, Chișinău 2023,  (ISBN 978-997-586-675-0). Traduction : Andrei Anastasescu